# 菅野壽
菅野 壽（かんの ひさし、1923年4月1日 - 2006年8月21日）は日本の政治家、医師。位階は従四位。勲二等瑞宝章。
参議院議員（連続2期・在職12年）、日本医師会常任理事。医学博士（新潟大学）。

## 経歴
宮城県桃生郡北村（現石巻市）出身。旧制石巻中学から1947年日本大学医学部卒業。1972年東武中央病院（埼玉県和光市）開設。菅野総合病院（同）理事長、埼玉県医師会理事、常任理事を経て、1982年から1984年まで花岡堅而会長のもとで日本医師会常任理事を一期務めた。
1989年第15回参議院議員通常選挙比例代表区に日本社会党から出馬し初当選、連続二期。参議院厚生委員会理事、地方行政委員長、環境特別委員長を歴任。2000年勲二等瑞宝章を受章。1999年から2001年まで富士建物管理株式会社（東京都立川市）取締役。その他にアジア太平洋医師会理事定款委員長。日本ニジェール協会会長。アフリカ協会理事。日本大学評議員。日本大学医学部同窓会副会長などを務めた。2006年8月21日死去。享年83。死後、従四位に叙された。